# Pelagia (Tiestowa)
Pelagia, nazwisko świeckie: Pełagieja Timofiejewna Tiestowa (ur. w 1887 w Ardze, zm. 3 listopada 1944 w Karagandzie) – święta mniszka prawosławna. 
Pochodziła z rodziny chłopskiej. Mając 14 lat wstąpiła do monasteru Trójcy Świętej w Diwiejewie. Wkrótce do tej samej wspólnoty monastycznej przyłączyła się jej starsza o cztery lata siostra, późniejsza święta mniszka Marta (Tiestowa). W 1919 zasiadała w powołanej na polecenie władz radzieckich radzie klasztoru, oficjalnie zarejestrowanego jako zespół specjalistycznych pracowni rzemieślniczych. Sprzeciwiała się kierowaniu mniszek do pracy fizycznej w rolnictwie, motywując to złym stanem ich zdrowia wywołanym klęską głodu. Z tego powodu została skazana na trzyletnie więzienie. Po odbyciu kary wróciła do Diwiejewa, gdzie przebywała do likwidacji klasztoru w 1927. Następnie udała się do wsi Worobiew, gdzie zamieszkała przy miejscowej cerkwi.
20 listopada 1937 mniszka Pelagia została aresztowana pod zarzutem prowadzenia agitacji kontrrewolucyjnej. Nie przyznawała się do winy, mimo tego 14 grudnia 1937 została skazana na osiem lat pobytu w łagrze w Karagandzie. Mimo bardzo złego stanu zdrowia zakonnica była zmuszana do pracy fizycznej w obozie; z zachowanych dokumentów wynika, że powierzane jej prace wykonywała w pełni. Po czterech latach Pelagia złożyła prośbę o przedterminowe zwolnienie i rewizję wyroku, która została odrzucona. Mniszka zmarła w szpitalu obozowym 3 listopada 1944. Została pochowana we wsi Żart, na jednym z cmentarzów dla zmarłych więźniów. W tym samym łagrze trzy lata wcześniej zmarła jej siostra, aresztowana i uwięziona z tych samych powodów, co Pelagia.